# Child of Winter
«Child of Winter (Christmas Song)» es una canción de Navidad escrita por Brian Wilson y Stephen Kalinich (e incorporando en su estructura el verso inicial de "Here Comes Santa Claus" de Gene Autry y Oakley Haldeman). Fue grabado por la banda de rock estadounidense The Beach Boys y fue lanzado como sencillo en 1974 con "Susie Cincinnati" como lado B. Fue el único corte de The Beach Boys entre los álbumes Holland y 15 Big Ones. Esta canción fue lanzada dos días antes de Navidad y por lo tanto, no tuvo posibilidades de éxito comercial. Se trata de un sencillo casi imposible de encontrar, y fue editado en álbum por primera vez en 1998 en Ultimate Christmas, estaba destinado para un álbum navideño de 1977 que fue rechazado por el sello discográfico.
Se estima que existe una versión con Dennis Wilson en la voz principal y Carl Wilson cantando el puente.

## Publicaciones
Cuando se editó en sencillo, en varios países presentó la versión en vivo de "Good Vibrations" de The Beach Boys in Concert en el lado B.
Al no haber entrado en las listas de éxitos de sencillos, por muchos años "Child of Winter (Christmas Song)" fue una canción difícil de encontrar dentro del catálogo de The Beach Boys. Apareció como último tema en una compilación rara de 1975 editada por Warner Bros. Records (PRO 610), llama The Works, que incluía también canciones de Rod Stewart, Van Dyke Parks, Fleetwood Mac, Frank Zappa/Captain Beefheart y Black Sabbath.
Recién en 1998 apareció en una compilación oficial de la banda, llamada Ultimate Christmas distribuida por Capitol, también en Christmas Harmonies de 2008.

## Créditos
Por Stephen Kalinich.
The Beach Boys
- Mike Love – voz principal
- Brian Wilson – "voz de Grinch", "everything else"
- Carl Wilson – guitarra
- Dennis Wilson – batería

Adicional
- Carnie Wilson – campana de trinero
- Wendy Wilson – campana de trinero
- Stephen Kalinich – kazoo